# 福井酒造
福井酒造株式会社（ふくいしゅぞう）は、愛知県豊橋市に本社を置く、日本酒の製造及び販売業務を行う日本の酒造メーカー。代表商品は「四海王」（しかいおう）。伊勢屋商店とともに豊橋市に2軒のみ残る蔵元である。

## 歴史

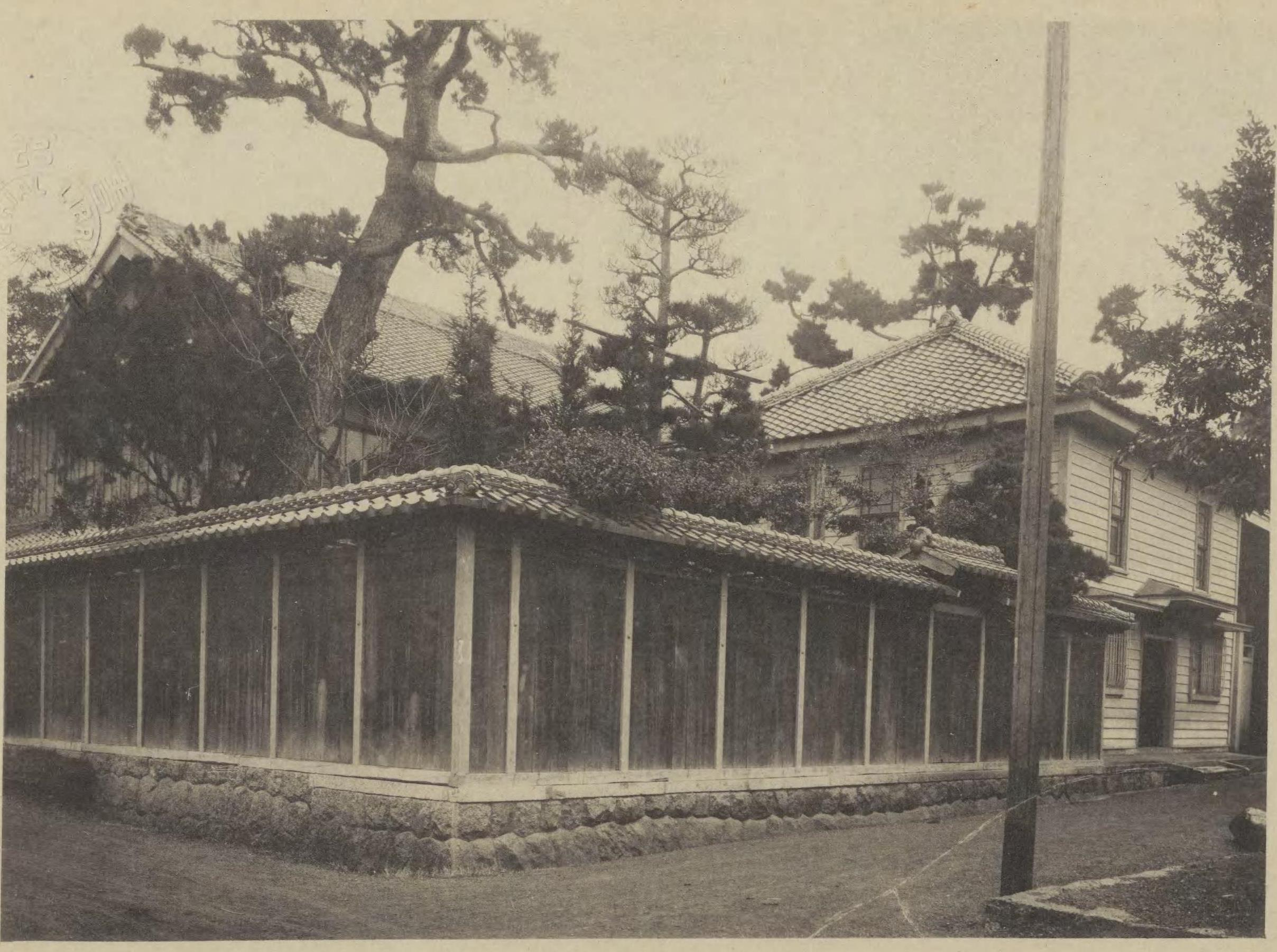
福江町にあったころの福井酒造所

- 1912年（明治45年） - 渥美郡福江町（現在の田原市福江町中紺屋瀬古)の大垣新田藩畠村陣屋跡の井戸水を用いて日本酒を仕込み、福井酒造場を創業[2]。
- 1948年（昭和23年） - 福井酒造株式会社を設立。
- 1952年（昭和27年） - 愛知県豊橋市中浜町の陸軍歩兵第18連隊の跡地（4000坪）に酒造場を移転。
- 2018年（平成30年） - 売上高が前年比28.3%増を記録し、全国の焼酎・泡盛メーカーの中で伸び率が最大だった[3]。売上高の絶対値では全国23位となっている。